# Fort San Salvatore
Fort San Salvatore (malt. Il-Forti San Salvatur), znany też jako Fort Salvatore (malt. Il-Fortizza tas-Salvatur) jest to fort osłaniający w Birgu na Malcie. Został zbudowany w roku 1724 na jednym z bastionów Cottonera Lines. Podczas wojny o niepodległość Grecji oraz I wojny światowej był wykorzystywany jako obóz jeniecki, a podczas II wojny światowej jako obóz internowanych oraz skład nafty.

## Historia
Budowa Cottonera Lines rozpoczęła się w roku 1670, lecz prace zostały wstrzymane 10 lat później z powodu braku funduszy. W tym czasie główne mury obronne (enceinte) z bastionami były już gotowe, lecz inne ważne budowle, jak nadszańce, raweliny, suchy rów obronny, stok obronny (glacis) i droga na szczycie przeciwskarpy (covertway), ciągle nie były wykonane. Początkiem XVIII wieku poczyniono pewne postępy w budowie, lecz wciąż nie była ona kompletna.
W roku 1724, Bastion San Salvatore, najbardziej na północ wysunięty bastion Cottonera Lines, i jednocześnie leżący najbliżej miasta Birgu, został przekształcony w umocniony fort. Autorami zmian byli wojskowi inżynierowie francuscy. Fort posiada dwa półbastiony połączone murem kurtynowym. Całość jest obwiedziona rowem obronnym. W centrum fortu znajduje się plac parad/musztry.
Fort był używany przez Brytyjczyków w XIX i XX wieku. Od roku 1824 mieścił się w nim obóz jeniecki dla żołnierzy tureckich, wziętych do niewoli w czasie wojny o niepodległość Grecji. Był raz jeszcze przekształcony w obóz jeniecki podczas II wojny światowej, tym razem dla żołnierzy niemieckich.
Pomiędzy majem a lipcem 1940 roku, w forcie internowano kilkudziesięciu Maltańczyków, wśród których był późniejszy premier Malty Enrico Mizzi, podejrzewanych o sprzyjanie włoskiemu irredentyzmowi. 43 internowanych zostało później zesłanych do Ugandy, skąd zezwolono im powrócić w roku 1945.
Podczas II wojny światowej fort był składem nafty. Skład, trafiony włoską bombą podczas nalotu 25 października 1941 roku, eksplodował.

## Współcześnie
Podobnie, jak większa część Cottonera Lines, fort ciągle istnieje, lecz jest w stanie raczej zaniedbanym.
Fort San Salvatore jest jedną z kilku budowli militarnych na Malcie, które są w prywatnych rękach. W roku 1958 ówczesny premier Malty, Dom Mintoff, oddał fort w leasing firmie Prestressed Concrete Limited, której właścicielem był jego brat, Raymond Mintoff, za kwotę £200 rocznie. W roku 1982 emfiteuza fortu została wykupiona za kwotę Lm2000 (równowartość €4650) i fort stał się prywatną posiadłością.
W kwietniu 2015 roku właściciele fortu zażyczyli sobie kwoty €3,2 mln za sprzedaż fortu prywatnemu kupcowi. W maju tego samego roku niektóre NGO sugerowały, aby kampus mającego powstać American University of Malta został podzielony między Fort San Salvatore oraz pobliskie Fort Ricasoli i Fort Saint Rocco. Propozycja ta nie zostanie zrealizowana, gdyż kampus będzie rozdzielony pomiędzy Dok nr 1 w Cospicua i Żonqor Point w Marsaskala.